# Фотченков Петро Семенович
Петро Семенович Фотченков (нар.1902 — пом. серпень 1941) — полковник, командир 8-ї танкової дивізії 4-го механізованого корпусу 6-ї армії.

## Біографія
Росіянин. Мав початкову освіту. В 1918 році вступив до лав РСЧА. В 1922 році закінчив Командні піхотні курси, в 1926 році — Київську об'єднану школу командирів. Після закінчення в 1937 році Військової академії механізації та моторизації РСЧА ім. Сталіна (ВАММ) займав посаду командира роти слухачів Військової академії.
З 1925 року був членом ВКП(б). Учасник Громадянської війни в Іспанії в 1936-1937 роках, під час якої служив замісником командира інтернаціонального танкового полку по стройовій частині. Був командиром 2-го звідного танкового полку, який знаходився у підпорядкуванні 12-ї інтернаціональної бригади. Командиром останньої був генерал Лукач (Мате Залка). Був двічі поранений у битві під Сарагосою.

Полковник М. Є. Рюмік, який був командиром танку П. С. Фотченкова, згадував про це поранення: 
«В одній із танкових битв під Сарагосою 23 лютого 1937 року мій танк БТ-7 був пошкоджений снарядом противника. Командир полку полковник Фотченков П. С., який знаходився у нашому танку, був тяжко поранений в лице та обидві руки. Я та командир башти Олександр Кущов надали йому першу медичну допомогу, потім ліквідували пошкодження танку та продовжили бій. Командир полку, будучи тяжко пораненим, наказав нам виконати поставлене завдання — прорвати вороже кільце та виручити наших болгарських братів по зброї, що потрапили в біду. Кільце було прорване, та 15 болгарських танкістів були врятовані. Проте наш танк фашисти все-таки встигли підпалити. Командир башти був убитий відразу, а командира полку мені насилу вдалося врятувати, витягти з палаючого танку та укрити в одній з воронок. За порятунок командира полку та 15 болгарських танкістів я був нагороджений орденом Червоного прапору»
Після повернення з Іспанії П. С. Фотченков закінчив Військову академію механізації та моторизації РСЧА ім. Сталіна.
Командував 24-ю легко-танковою бригадою в 1939 році під час вторгнення військ СРСР до Польщі.
З 4 червня 1940 року до 19 липня 1940 року був командиром 12-ї танкової дивізії в складі 8-го механізованого корпусу 26-ї армії Київського Особливого військового округу. Потім, з 19 липня 1940 року, був командиром 8-ї танкової дивізії 4-го механізованого корпусу.
Учасник Німецько-радянської війни з червня 1941 року. У перші дні війни 8-ма танкова дивізія разом з 4-м механізованим корпусом вела бої в районі Яворів-Немирів, де у ході бою з німецькою піхотою було втрачено 19 танків Т-34. Про втрату інших типів танків у доповіді командира дивізії П. С. Фотченкова нічого не сказано, проте в оперативне підпорядкування командира 15-го механізованого корпусу дивізія поступила, маючи на озброєнні 65 танків. Під час бою 28 червня в районі Топорув-Лопатін 8-ма танкова дивізія втратила ще 12 танків. Після цього вона відійшла та взяла участь у багатоденних боях у Бердичеві.
2 серпня 1941 року П. С. Фотченков разом із рештками 8-ї танкової дивізії (4 танки) потрапив в Уманський котел.

Д.Корнєв, що воював під командуванням Фотченкова, писав: 
«Він для мене залишився невмирающим та непереможним. Погляд пильний, і лагідний, і вимогливий. У моїй пам'яті він як комісар Фурманов чи герой Щорс з громадянської війни»
Військовий кореспондент, відомий поет Є. А. Долматовський, що брав участь у битві під Уманню, у своїй військово-історичній повісті «Зелена брама» писав:
«Трагічна доля полум'яного комдива. У офіційних джерелах (архів Міністерства оборони СРСР) зафіксовано, що Фотченков потрапив у полон. Проте, немає даних про те, що хтось бачив його у полоні. Не числиться він і в німецьких списках військовополонених. Нечисленні ветерани, що залишилися живими та воювали поряд із Фотченковим у Зеленій брамі, свідчать, що він загинув під час першої спроби вивести з оточення штаб групи Понеделіна. Про це розповідав мені, в тому числі, генерал Я. І. Тонконогов, писали очевидці. Легенда стверджує, що останній танк, за фрикціонами якого знаходився комдив-8, кавалер орденів Леніна та Червоної Зірки, комісар інтербригади в Іспанії, рухнув у води Синюхи та пішов на дно. Можливо, танк іще буде знайдений та піднятий: річка глибока, дослідження дна не проводилося»
Дані про полонення П. С. Фотченкова були відмінені в 1946 році наказом ГУК НКО від 16 березня 1946 року за № 0675. Місце поховання П. С. Фотченкова у даний момент не відоме.

## Нагороди
- Орден Леніна (02.03.1938)
- Медаль «За відвагу» (14.11.1938)
- Орден Червоної Зірки (22.02.1939)
- Медаль «XX років Робітничо-Селянській Червоній Армії»